# Ampsivaros
Ampsivarii fue una tribu germánica mencionada por el autor romano Publio Cornelio Tácito en el siglo I. Su tierra natal se encontraba en el noreste del actual territorio de Alemania, cerca el río Ems, el cual fluye hacia el mar del Norte. 
El nombre que les dio Tácito es una representación latina del término germánico Ems-werer, que significa  "hombres del Ems".

## Historia
La primera historia que se nos cuenta de esta tribu germánica es muy próxima a su final. Tácito en sus Annales, (Capítulo 13.54,56), nos cuenta el triste destino de los hombres de Emns por rechazar una identidad mayor que la de los hombres de esta tribu, esto es, se volvieron parte de una nación. 